# Detroit Whalers
Detroit Whalers byl americký juniorský klub ledního hokeje, který sídlil v Detroitu ve státě Michigan. V letech 1995–1997 působil v juniorské soutěži Ontario Hockey League (dříve Ontario Hockey Association). Založen byl v roce 1995 po přejmenování týmu Detroit Junior Red Wings na Whalers. Zanikl v roce 1997 po přestěhování do Plymouthu, kde byl vytvořen tým Plymouth Whalers. Své domácí zápasy odehrával v hale Joe Louis Arena s kapacitou 19 875 diváků. Klubové barvy byly námořnická modř, bílá, zelená a stříbrná.
Nejznámější hráči, kteří prošli týmem, byli např.: Robert Esche, Harold Druken nebo Bryan Berard.

## Přehled ligové účasti
Zdroj: 
- 1995–1997: Ontario Hockey League (Západní divize)